# نيكولا أموروزو
نيكولا أموروزو (بالإيطالية: Nicola Amoruso)‏ (مواليد 29 أغسطس 1974 في تشيرينيولا - إيطاليا) لاعب كرة قدم سابق إيطالي. سبق وأن لعب لصالح نادي الدرجة الأولى بارما الإيطالي في 2009 في مركز المهاجم كما كان يجيد اللعب في مركز الوسط المهاجم .

## روابط خارجية
- نيكولا أموروزو على موقع الاتحاد الدولي (مؤرشف)  (الإنجليزية)
- نيكولا أموروزو على موقع الاتحاد الأوربي (الإنجليزية)
- نيكولا أموروزو على موقع قاعدة بيانات كرة القدم.إي يو (الإنجليزية)
- نيكولا أموروزو على موقع Soccerway.com (الإنجليزية)
- نيكولا أموروزو على موقع عالم كرة القدم.نت (الإنجليزية)
- نيكولا أموروزو على موقع كووورة
- نيكولا أموروزو على موقع أوليمبيديا (الإنجليزية)